# 102-es busz (Budapest)
A budapesti 102-es jelzésű autóbusz a Széll Kálmán tér és a XII. kerületi Szendrő utca között közlekedik. A vonalat a Budapesti Közlekedési Zrt. üzemelteti. A járműveket a Kelenföldi autóbuszgarázs állítja ki.
A járat az Apor Vilmos tér után körforgalmi járatként közlekedik, a Stromfeld Aurél úton éri el a Szendrő utcai végállomást, ahonnan a Németvölgyi úton megy vissza. Ezen a szakaszon az ellenkező irányba a 112-es buszok közlekednek, melyek kitérőt tesznek a Thomán István utcai fordulóhoz. A Németvölgyi úti szakaszon mindkét irányban közlekednek a 110-es buszok is.

## Története
1972. december 23-án indult 2Y jelzéssel a Szendrő utca–Déli pályaudvar–Szendrő utca útvonalon körjáratként. 1977. január 1-jén jelzése 102-esre módosult. Útvonala a 2008-as paraméterkönyv bevezetéséig nem változott, ekkor a Moszkva térig hosszabbodott.
A járaton 2012. január 23-án bevezették az első ajtós felszállási rendet.
2015. január 19-étől december 12-éig a Széll Kálmán tér átépítése miatt útvonalát meghosszabbították Zugliget, Libegőig a rövidített útvonalon közlekedő 59-es villamos részleges pótlása miatt.

## Útvonala
| Szendrő utca felé |
| Széll Kálmán tér M vá. – Várfok utca – Széll Kálmán tér – Krisztina körút – Csaba utca – Maros utca – Magyar jakobinusok tere – Alkotás utca – Nagyenyed utca – Böszörményi út – Apor Vilmos tér – Stromfeld Aurél út – Orbánhegyi út – Szent Orbán tér – Fodor utca – Szendrő utca vá. |
| Széll Kálmán tér felé |
| Szendrő utca vá. – Fodor utca – Tornalja utca – Bürök utca – Németvölgyi út – Szendi árok – Apor Vilmos tér – Böszörményi út – Nagyenyed utca – Alkotás utca – Magyar jakobinusok tere – Vérmező út – Várfok utca – Széll Kálmán tér M vá.                                              |

## Megállóhelyei
| 0  | Széll Kálmán tér M végállomás        | 14 | 4, 6, 17, 56, 56A, 59, 59A, 59B, 61 5, 16, 16A, 21, 21A, 22, 22A, 39, 91, 116, 128, 129, 139, 140, 140A, 149, 155, 156, 221, 222 781, 782, 783, 784, 785, 786, 787, 789, 791, 793, 794, 795 | Autóbusz-állomás, Metróállomás, Mammut bevásárlóközpont, Postapalota                                  |
| 0  | Maros utca                           | ∫  | 39, 128, 129 | |
| 1  | Maros utcai rendelőintézet           | ∫  | 39 | Rendelőintézet                                                                                        |
| 3  | Déli pályaudvar M                    | 11 | 17, 56, 56A, 59, 59A, 59B, 61 21, 21A, 39, 139, 140, 140A, 221 770 S10 S12 S30 G30 Z30 S34 S35 S40 Z40 S42 Z42 IC, sebesvonat, gyorsvonat, expresszvonat,                                   | Metróállomás, Déli pályaudvar                                                                         |
| 4  | Kék Golyó utca                       | 10 | 59, 59A, 59B 21, 21A, 39, 221 | |
| 6  | Királyhágó tér                       | 9  | 59, 59A, 59B 105, 210, 210B, 212, 212A, 212B | |
| 7  | Kiss János altábornagy utca          | 8  | 59, 59A, 59B 105, 212, 212A, 212B | ELTE Tanító- és Óvóképző Kar, XII. kerületi önkormányzat                                              |
| 8  | Apor Vilmos tér                      | 6  | 59, 59A, 59B 105, 110, 112, 212, 212A, 212B | XII. kerületi kulturális központ                                                                      |
| ∫  | Szendi árok                          | 5  | 110 | Hegyvidék Bevásárlóközpont                                                                            |
| 10 | Németvölgyi út                       | ∫  | 105, 112 | |
| ∫  | Bürök utca                           | 4  | 110, 112 | |
| 11 | Nárcisz utca                         | ∫  | 112 | |
| 12 | Szent Orbán tér (az Orbánhegyi úton) | ∫  | 21, 21A, 112, 210, 210B, 212, 212A, 212B, 221 | Testnevelési Egyetem Gyakorló Sportiskolai Általános Iskola és Gimnázium, Osztrák-Magyar Európaiskola |
| 13 | Szent Orbán tér (a Fodor utcában)    | ∫  | | Testnevelési Egyetem Gyakorló Sportiskolai Általános Iskola és Gimnázium, Osztrák-Magyar Európaiskola |
| 14 | Vöröskő utca                         | ∫  | 112 | |
| ∫  | Boldog Teréz anya tér                | 3  | 110, 112 | |
| ∫  | Kempelen Farkas utca                 | 2  | 110, 112 | |
| ∫  | Mártonhegyi út                       | 1  | 110, 112 | Tamási Áron Általános Iskola és Német Két Tannyelvű Nemzetiségi Gimnázium                             |
| ∫  | Tamási Áron utca                     | 0  | 110, 112 | |
| 15 | Szendrő utca végállomás              | 0  | 110, 112 | Tesco Expressz                                                                                        |